# Castiglione della Pescaia
Castiglione della Pescaia este un oraș și comună din Italia.

## Demografie
Castiglione della Pescaia - evoluția demografică

|  | Graficele sunt indisponibile din cauza unor probleme tehnice. Mai multe informații se găsesc la Phabricator și la wiki-ul MediaWiki. |

Date: Recensăminte sau birourile de statistică - grafică realizată de Wikipedia